# Acidobacteriota
Acidobacteriota,, dříve Acidobacteria je kmen bakterií. Jak naznačuje jméno, jsou především acidofilní (žijí v kyselém prostředí). Tento kmen byl popsán teprve v roce 1997  a první genom byl osekvenován v roce 2007.  Díky náročné kultivaci zástupců Acidobacteria nebylo získáno větší množství izolovaných druhů i přesto, že se jedná o diverzní kmen. V roce 2016 bylo popsáno 23 typových druhů v taxonomických podskupinách GP 1, 3, 4, 8, 10, 23. Genomová analýza naznačuje jejich význam při rozkladu uhlíkatých sloučenin a význam v cyklu dusíku.
Zdá se však, že acidobakterie mají významnou roli v nejrůznějších ekosystémech, ve kterých se vyskytují ve vyšších počtech. Jedná se např. o půdu  nebo rozkládající se dřevo.
Druh acidobakterie Silvibacterium bohemicum pocházející ze Šumavy byl popsán v Česku.